# Orientalische Schachblume
Die Orientalische Schachblume (Fritillaria orientalis) ist eine Pflanzenart aus der Gattung der Fritillaria in der Familie der Liliengewächse (Liliaceae).

## Beschreibung

### Vegetative Merkmale
Die Orientalische Schachblume ist eine ausdauernde krautige Pflanze und wird 15 bis 40 Zentimeter hoch. Die rinnigen und linealischen Blätter stehen meist wechselständig und werden 4 bis 13 Zentimeter lang und 0,3 bis 0,6, manchmal auch bis 1 Zentimeter breit. Sie sind graugrün gefärbt und die obersten 3 bis 4 Blätter stehen in einem Quirl zusammen.

### Generative Merkmale
Ihre einzeln stehenden und glockigen Blüten weisen eine Größe von 2 bis 4 Zentimeter auf und sind nickend. Die zwittrigen Blüten sind dreizählig. Die grünlichen Blüten sind sehr unterschiedlich gefärbt. Sie sind innen und außen mit deutlichen hellbraunen bis rötlich braunen oder schwarzbraunen Karomuster versehen, wobei die Innenseite heller ausgebildet ist. Der Griffel ist dreiteilig und die Fruchtkapsel ungeflügelt.
Die Blütezeit ist vom April bis Mai.

## Taxonomie
Die Erstbeschreibung von Fritillaria orientalis erfolgte im Jahr 1805 durch den deutsch-russischen Botaniker Michael Friedrich Adams. Synonyme für Fritillaria orientalis Adams sind Fritillaria tenella M.Bieb. und Fritillaria racemosa Ker Gawl. nom. illeg. Der Name „Fritillaria orientalis“ wurde häufig im Sinne von Fritillaria montana fehlangewendet.

## Verbreitung und Schutz
Fritillaria orientalis ist ein Endemit der Kaukasusregion. Angaben aus Europa (Frankreich, Italien, der Balkanhalbinsel, Rumänien, westliches Russland) beziehen sich auf Fritillaria montana.
Die Orientalische Schachblume kommt auf Almwiesen vor. Sie ist nach dem deutschen Bundesnaturschutzgesetz geschützt.